# هنري كوستون
هنري كوستون (بالفرنسية: Henry Coston) (1910 - 2001) هو صحفي محرر وكاتب مقالات فرنسي معادي للسامية من اليمين المتطرف ، مؤمن بنظرية المؤامرة وكتب كثيرا عن الماسونية.

## من مؤلفاته
- الماسونية دولة في الدولة (كتاب)